# Ola Hansson

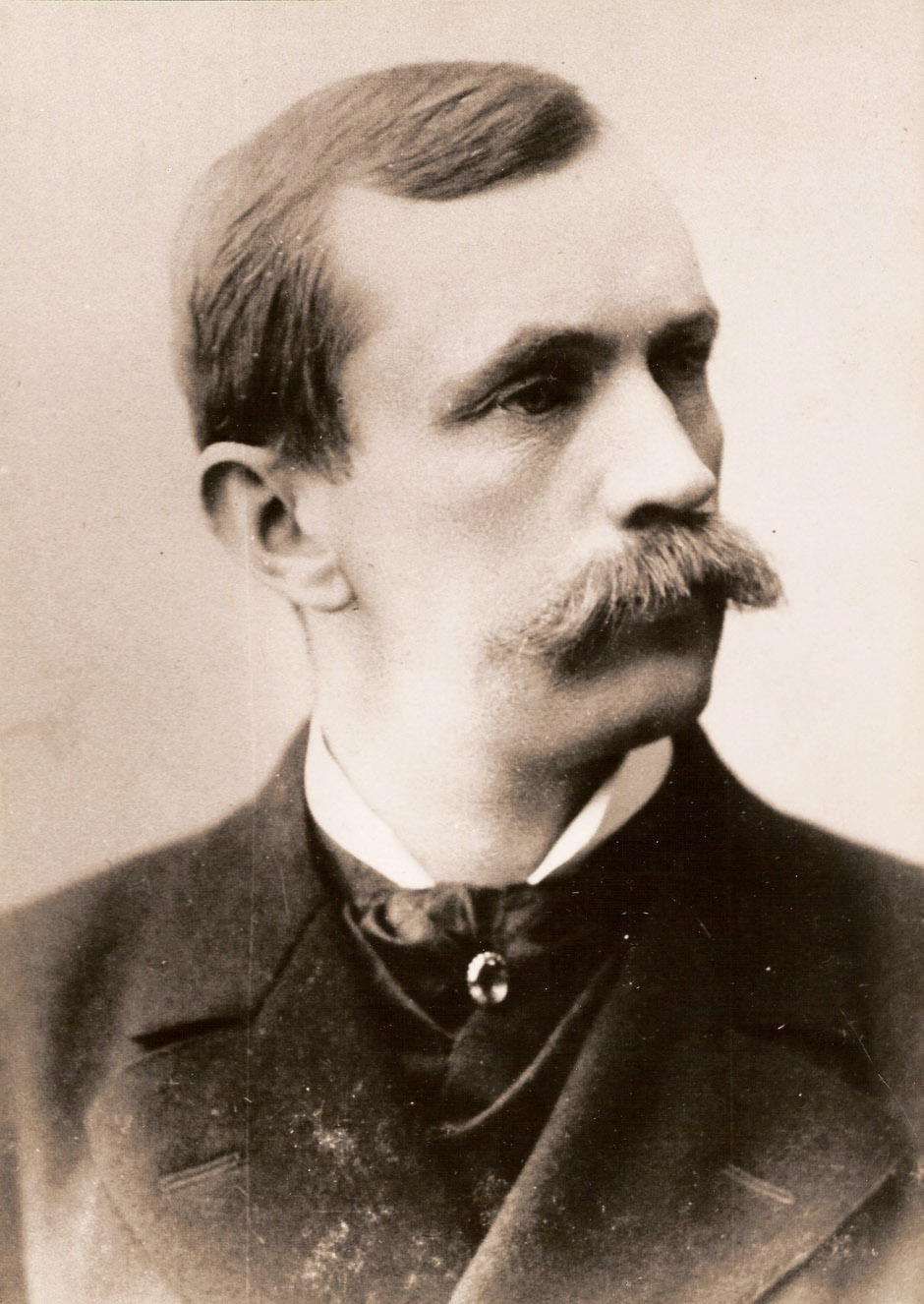
Ola Hansson

Ola Hansson (n. 12 noiembrie 1860 - d. 26 septembrie 1925) a fost un scriitor și critic literar suedez.
A scris o lirică de revoltă socială sau evocatoare a peisajului, nuvele de analiză a unor cazuri patologice și romane psihologice și autobiografice.

## Scrieri
- 1884: Poezii ("Dikter")
- 1885: Nocturnă ("Notturno")
- 1887: Sensitiva amorosa
- 1893: Doamna Ester Bruce ("Fru Ester Bruce")
- 1893: Observator și tălmăcitor ("Tolkare och siare")
- 1910: Ferma ("Rustgården").